# On est vivants
Pour plus de détails, voir Fiche technique et Distribution.
On est vivants est un film franco-belge réalisé par Carmen Castillo et sorti en 2015.

## Fiche technique
- Titre : On est vivants
- Réalisation : Carmen Castillo
- Scénario : Carmen Castillo
- Photographie : Ned Burgess
- Son : Jean-Jacques Quinet
- Musique : Jacques Davidovici
- Production : Les Films d'ici - Iota Production
- Distribution : Happiness Distribution
- Pays d’origine :  Belgique -  France
- Genre : documentaire
- Durée : 100 minutes
- Date de sortie : France - 29 avril 2015